# 남해도
남해도(南海島)는 한반도 남해에 위치한 섬이다. 대한민국에서 5번째로 넓은 섬으로, 면적은 301km2이다. 경상남도 남해군의 본섬이다.

## 같이 보기
- 창선도
- 한국의 섬